# Bad Brückenau
Bad Brückenau ist eine Stadt mit Heilbad-Anerkennung im unterfränkischen Landkreis Bad Kissingen zu Füßen der Rhön. Das Staatsbad Brückenau ist ein Gemeindeteil und sein Ensemble ein prädikatisierter Badebetrieb seit 1747. Als Eigenbetrieb des Freistaates Bayern ist die Staatliche Kurverwaltung mit dem operativen Geschäft im Gebäude-Ensemble/Schlosspark betraut.

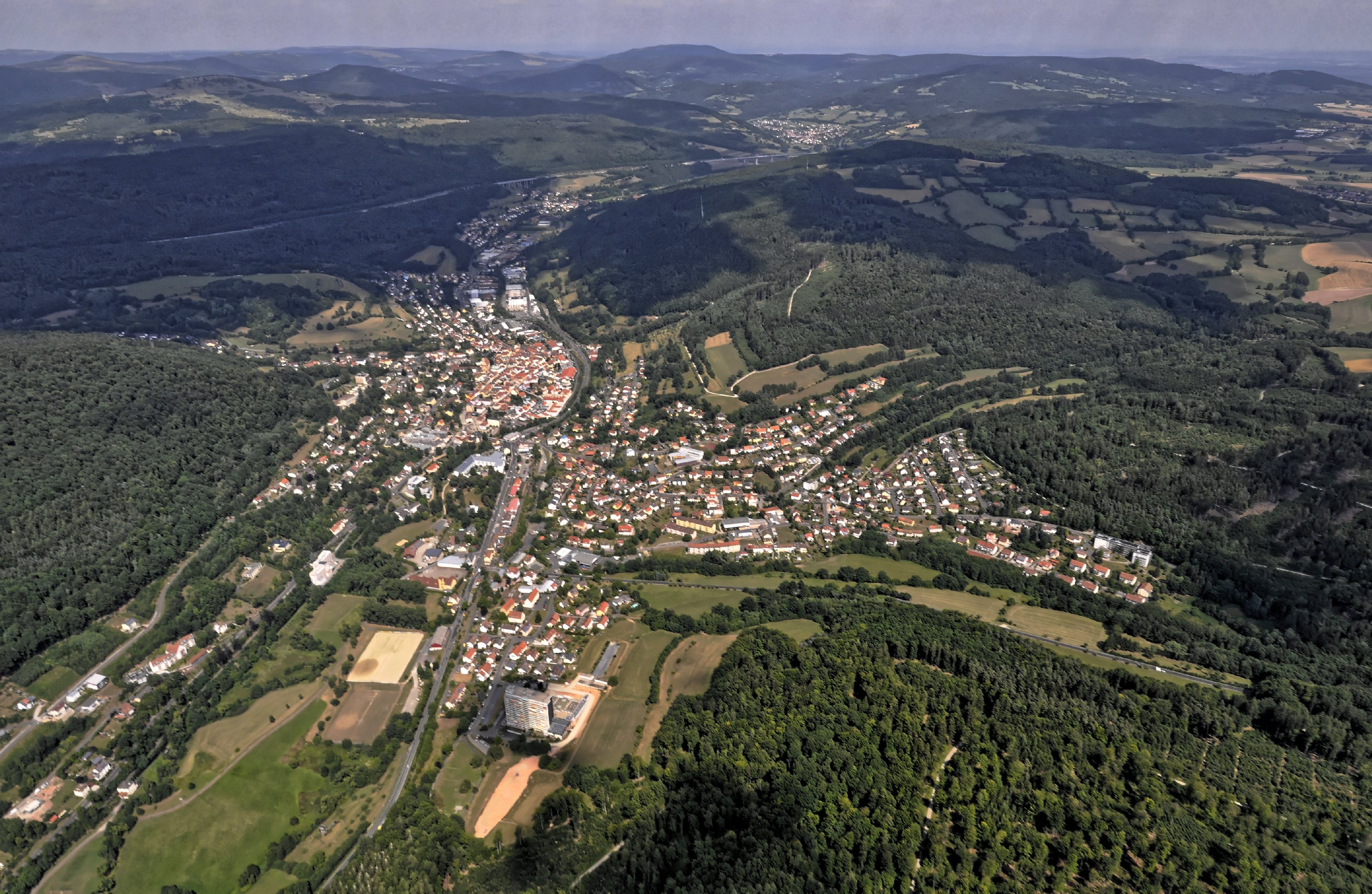
Bad Brückenau von oben

## Geographie

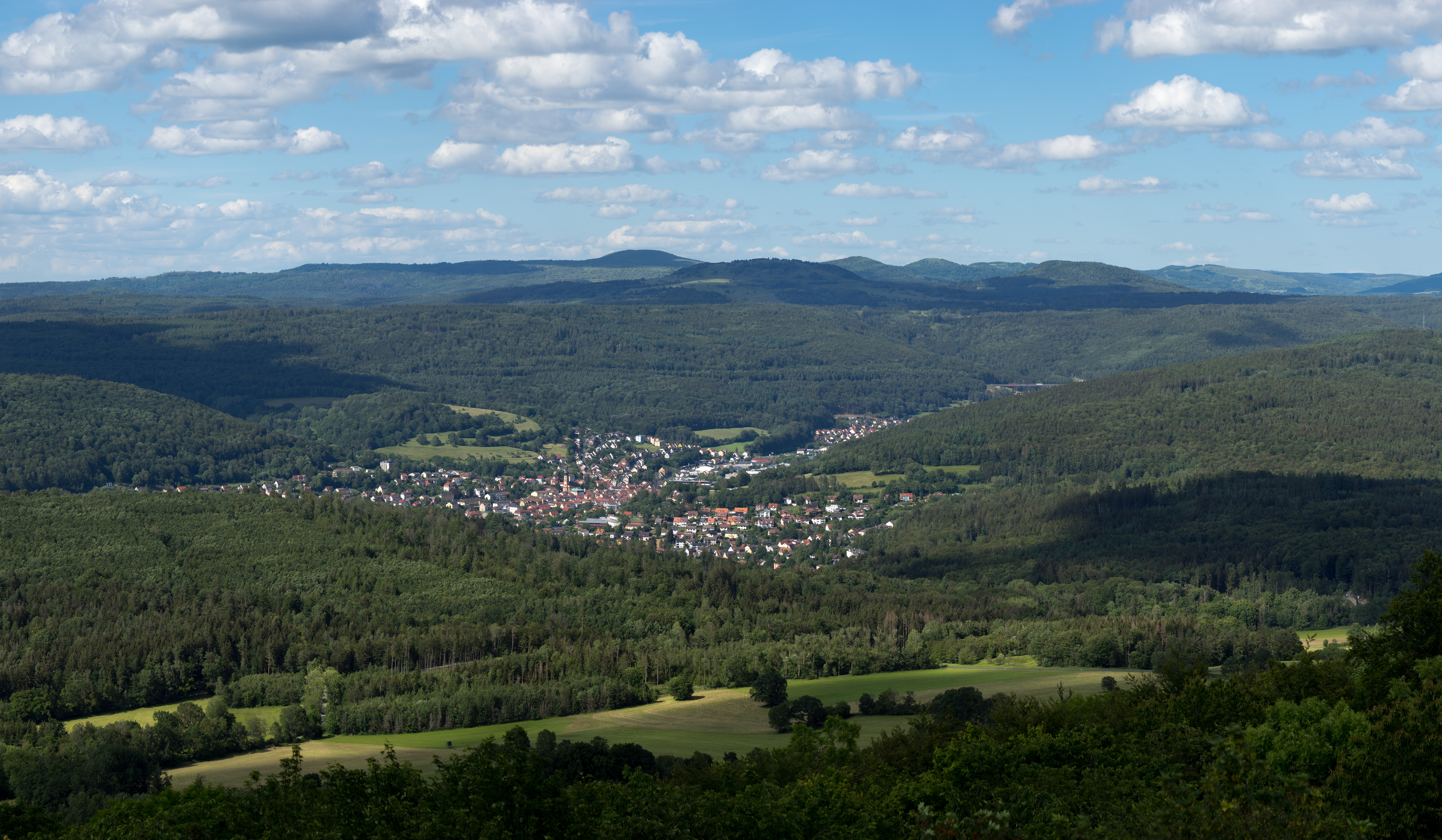
Blick vom Aussichtsturm auf dem Dreistelzberg auf Bad Brückenau

Bad Brückenau liegt im Sinntal, in den westlichen Ausläufern der Kuppenrhön.

### Nachbargemeinden
Nachbargemeinden sind Motten, Riedenberg, Markt Geroda, Oberleichtersbach, Markt Zeitlofs und die hessische Gemeinde Sinntal.

### Gemeindegliederung
Die Gemeinde Bad Brückenau hat elf Gemeindeteile (in Klammern ist der Siedlungstyp angegeben):
- Bad Brückenau (Hauptort)
- Pilsterhof (Einöde)
- Röderhof (Einöde)
- Römershag (Kirchdorf)
- Sinnthalshof (Siedlung)
- Staatsbad Brückenau (Stadtteil)
- Stockhof (Einöde)
- Stockpapiermühle (Einöde)
- Volkers (Pfarrdorf)
- Volkersberg (Kloster)
- Wernarz (Pfarrdorf)

## Geschichte

### Stadt Bad Brückenau

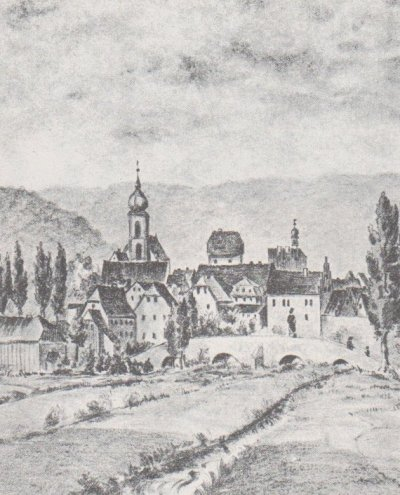
Brückenau mit der alten Brücke. Zeichnung von H. Girl, vor 1876

Bereits zu Zeiten Karls des Großen führte an der Stelle der heutigen Stadt Bad Brückenau eine „Heerstraße in Speeresbreite“ über die Sinn, und vermutlich siedelten sich an dieser Furt bereits erste Bauern an. Gegen Ende des 12. Jahrhunderts entstand eine größere Siedlung, die auf Grund ihrer Lage Sinn-Aue genannt wurde. Erstmals urkundlich erwähnt wurde der Ort im Jahr 1249, als das Bistum Fulda der Siedlung Sinn-Aue nach dem Vorbild von Gelnhausen verschiedene Privilegien zusprach. Um das Jahr 1260 gestattete das Bistum Adeligen der Region die Errichtung von vier Burggütern, von denen eines, das Hohelinsche Burggut, zum Teil erhalten ist. Um diese Zeit erhielt die Stadt auch eine erste Schutzmauer, die bereits 1337 erweitert werden musste.
Im Jahr 1310 erhielt der Ort Sinn-Aue vom Fuldaer Abt Heinrich V. sowie König (und späterem Kaiser) Heinrich VII. die Stadtrechte. Im Laufe des 14. Jahrhunderts erlangte die Stadt durch weitere Rechte wie das Mauerrecht, das Schankrecht, das Marktrecht, das Ratsrecht und das Waldnutzungsrecht verstärkte wirtschaftliche und politische Eigenständigkeit. Das Fortbestehen der vier Rittergüter in der Stadt sorgte immer wieder für Streitigkeiten um die Ausübung verschiedener Rechte. Eine Legende berichtet, die Ritter von Thüngen hätten 1400 die Stadt überfallen, der Angriff sei jedoch mit Hilfe des Heiligen Georgs abgewehrt worden. Georg wird seither als Stadtpatron verehrt, ein ehemaliges Kriegerdenkmal mit der Figur des Drachentöters steht heute vor dem alten Rathaus.
Im Jahre 1597 wurde an der Stelle der heutigen Sinnbrücke unterhalb des Kleinen Steinbuschs eine Steinbrücke über die Sinn gebaut. Ihr verdankt der Ort den Namen Brückenau. Die Brücke entging in den letzten Tagen des Zweiten Weltkriegs nur knapp der Sprengung und wurde in den 1960er-Jahren durch eine moderne Betonbrücke ersetzt.
Im Türkensteuerregister der Fürstabtei Fulda aus 1605 ist der Ort unter den Namen Bruckenau und Bruckenaw mit 191 Familien erwähnt.
Im Dreißigjährigen Krieg (1618–1648) wurden zwar zahlreiche umliegende Dörfer wie Zeitlofs, Geroda, Weißenbach und Detter geplündert und zum Teil zerstört, Brückenau blieb jedoch verschont. 1634 brach in der Stadt die Pest aus, der zahlreiche Menschen zum Opfer fielen.

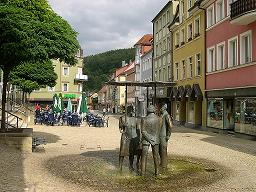
Der heutige Marktplatz von Bad Brückenau Stadt

Im Jahr 1816 wurde Bad Brückenau (ebenso wie Amorbach, Alzenau, Miltenberg und Hammelburg) an Franken bzw. an das Königreich Bayern angeschlossen.
In der Nacht vom 13. auf den 14. August 1876 brannte die Stadt Brückenau fast vollständig nieder. Verschont blieb allein die Vorstadt, die heutige Altstadt. Fünf Menschen kamen ums Leben, von 260 Gebäuden wurden 140 zerstört. Bei dem Brand wurden außerdem zahlreiche historische Dokumente vernichtet, was die Geschichtsschreibung der Stadt erschwert.
Nach dem Wiederaufbau der Stadt begann man nach dem Vorbild des benachbarten Staatsbades auch dort nach Heilquellen zu bohren. Vor dem Ersten Weltkrieg erschlossen Brückenauer Privatleute eine Stahl- und eine Schwefelquelle im Siebener Park und die Stadt erschloss eine weitere Eisenquelle im heutigen Georgi-Kurpark. Im Siebener Park wurde ein Badehaus errichtet, in dem unter anderem Moorbäder und Massagen verabreicht wurden. Später kam nebenan ein Freibad hinzu, das zunächst mit dem Wasser der Schwefelquelle gefüllt wurde. Anfang der 1970er Jahre wurde ein Hallenbad gebaut, das in den 1990ern aufwändig modernisiert und zu einem Freizeitbad umgestaltet wurde. Das Schwimmbad ist seit dem 1. Oktober 2023 dauerhaft geschlossen.
Am 8. April 1970 wurde die bisherige Stadt Brückenau in Bad Brückenau umbenannt.
Bad Brückenau ist Namensgeber für den interkommunalen Zusammenschluss Brückenauer Rhönallianz.

### Staatsbad Brückenau
Ursächlich für die Entstehung des Staatsbades Bad Brückenau ist die Vielzahl an Heilquellen, die am Südwestfuß der Rhön liegen. Die älteste Erwähnung einer Mineralquelle in der Gegend stammt aus dem Jahr 1674. Die „Wieder“-Entdeckung und Fassung fiel in die Regierungszeit des Fuldaer Fürstabtes Amand von Buseck (1737–1757), ab 1752 Fürstbischof. Der Fürstabt hielt sich im Sommer 1747 in seiner Sommerresidenz Römershag auf, als sein Leibarzt Johann Burkard Schlereth bei einem Spaziergang westlich der Stadt Brückenau von einem Schäfer auf eine Quelle aufmerksam gemacht wurde, deren Wasser einen wundersamen Geschmack hatte. Der Leibarzt meldete die Entdeckung seinem Herrn, der die Quelle, die heutige König-Ludwig-I.-Quelle, sofort erschließen und den Ort als Bad ausbauen ließ. Zur Werbung verfasste Leibarzt Schlereth schon 1749 eine „Kurtze Beschreibung Des ohnweit Brückenau im Hochstift Fulda Neu erfundenen Gesundheits Brunnen“. Erste Kurgebäude wurden errichtet: Je drei pavillonartige, zweigeschossige Wohnhäuser mit Mansarddächern wurden zu beiden Seiten einer aus vier Baumreihen bestehenden, von Norden nach Süden verlaufenden Allee gebaut. Am Nordende dieser Kurpromenade lag auf einer Anhöhe ein Querbau. Die Bauten erhielten die Namen Hirsch, Widder, Schwan bzw. Lamm, Biber und Löwe, der Querbau und spätere Fürstenbau hieß Ross. Ein Kuppelbau auf acht Säulen an der Südostseite der Allee überdacht die Quelle. Diese Anlage war 1749 fertiggestellt worden. Einen weiteren Ausbau der Anlage verhinderte zunächst der Siebenjährige Krieg (1756–1763). Das Land litt unter Truppendurchzügen, Einquartierungen, Kontributionen und Plünderungen. Das Hochstift Fulda war hart am Rande des Ruins. Trotzdem erlebte das Bad in der Regierungszeit des Fürstbischofs Heinrich von Bibra (1759–1788) ab 1764 wesentliche Impulse. Ein erstes Badehaus wurde 1779 erbaut; bis dahin wurden alle Bäder in Holzbadewannen in den Zimmern der Gäste verabreicht. Am Ende der Regierungszeit des Heinrich von Bibra war die bauliche und gärtnerische Ausgestaltung der Anlage zunächst abgeschlossen.

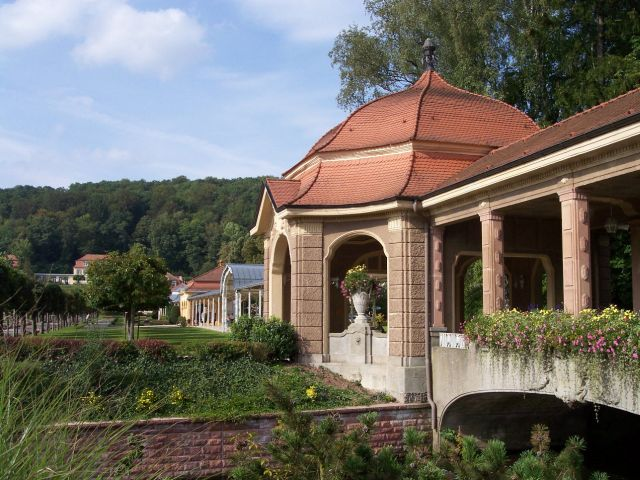
Überdachter Wandelgang im Kurpark
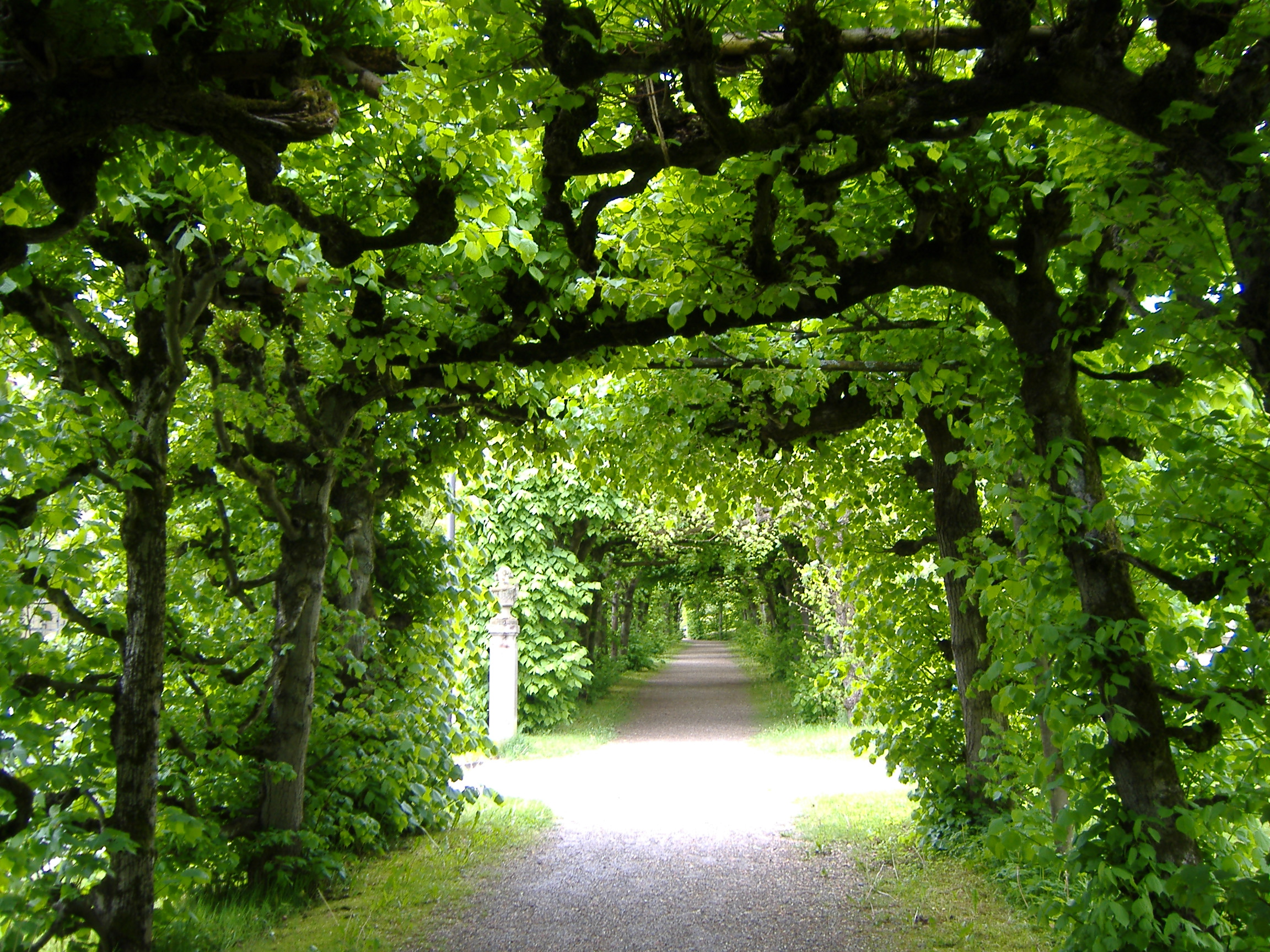
Lindenlaubengang im Kurpark
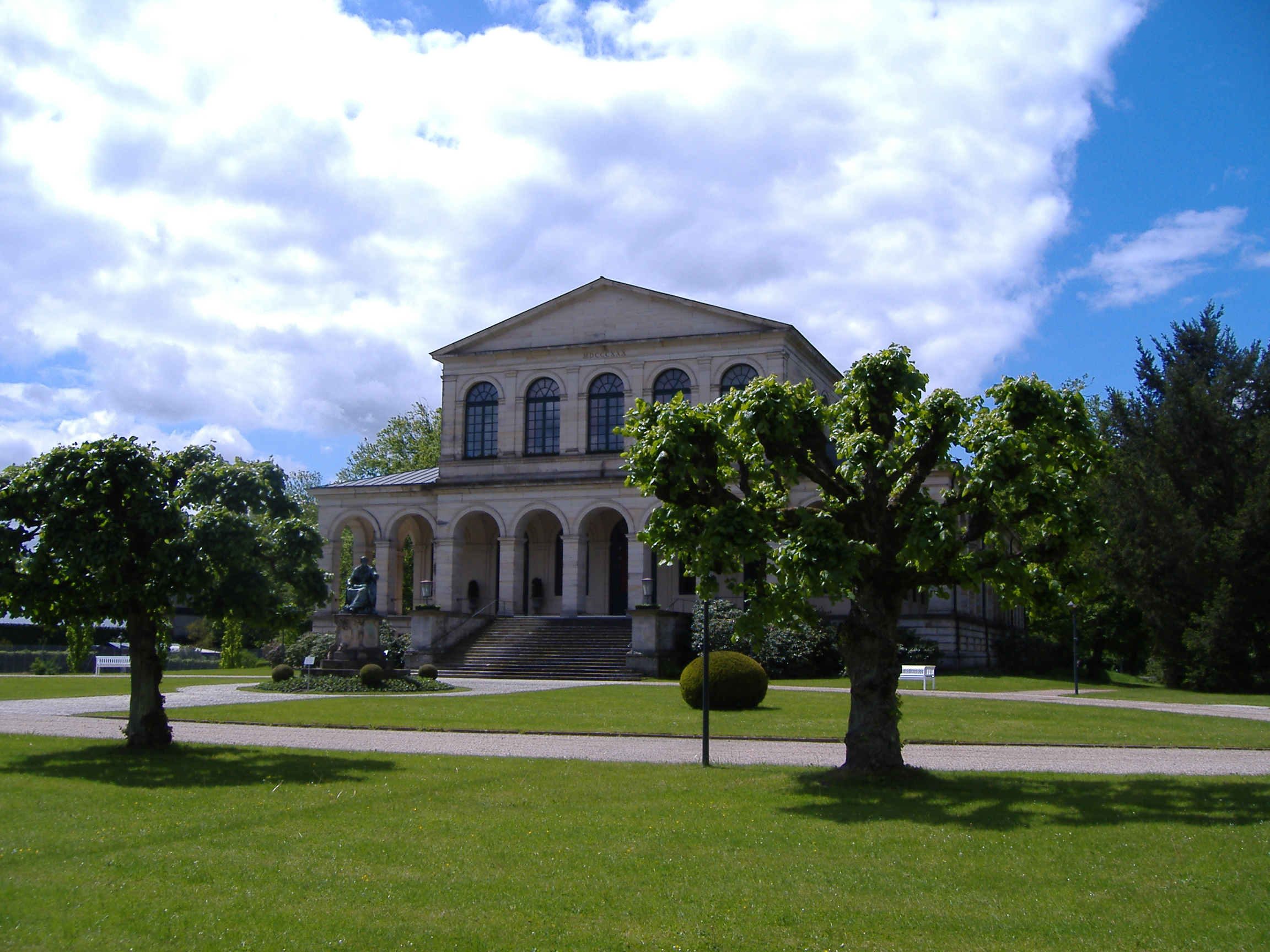
Großer Kursaal mit Denkmal König Ludwig I.
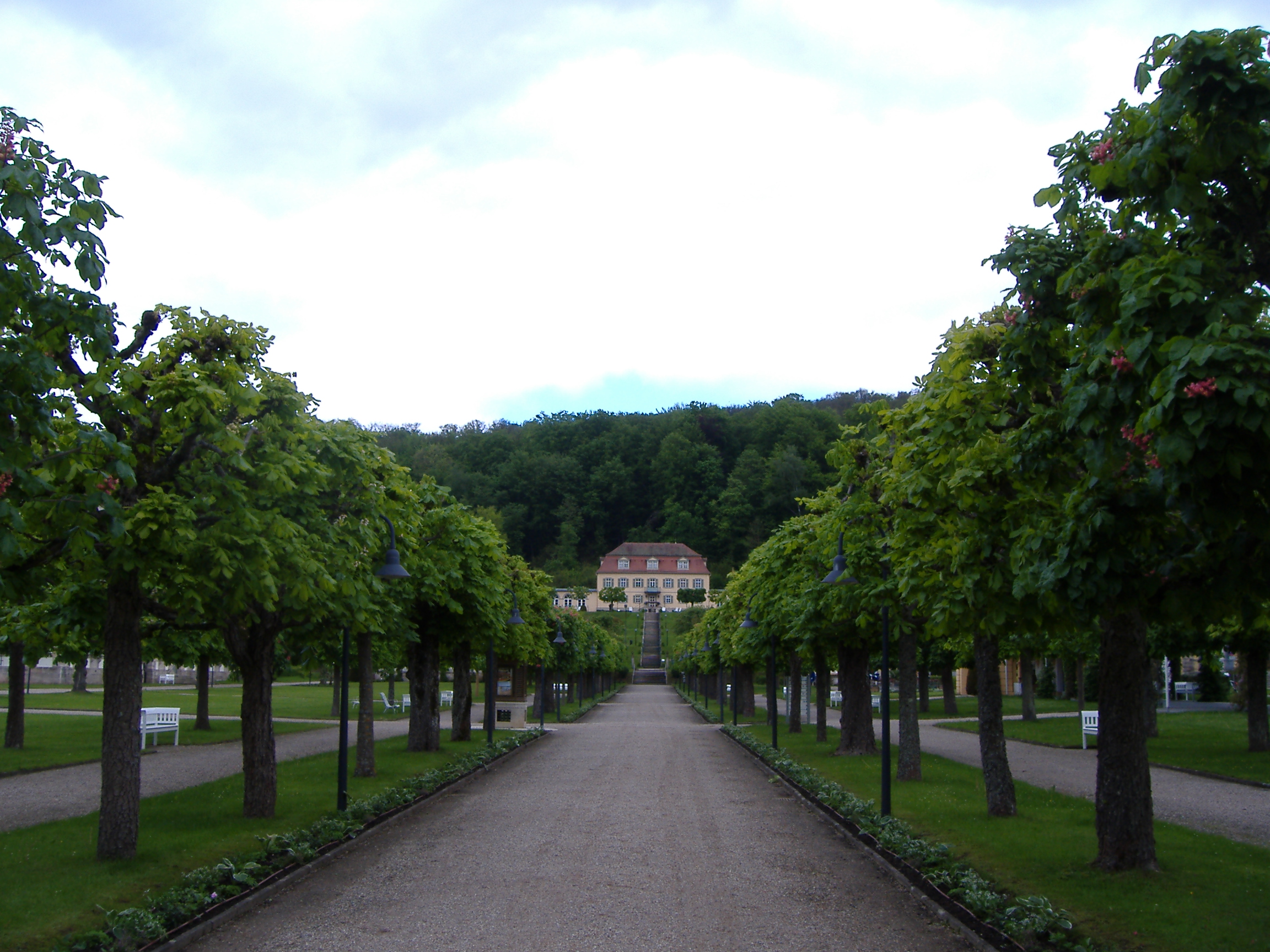
Kurpark mit Blick auf Fürstenhof
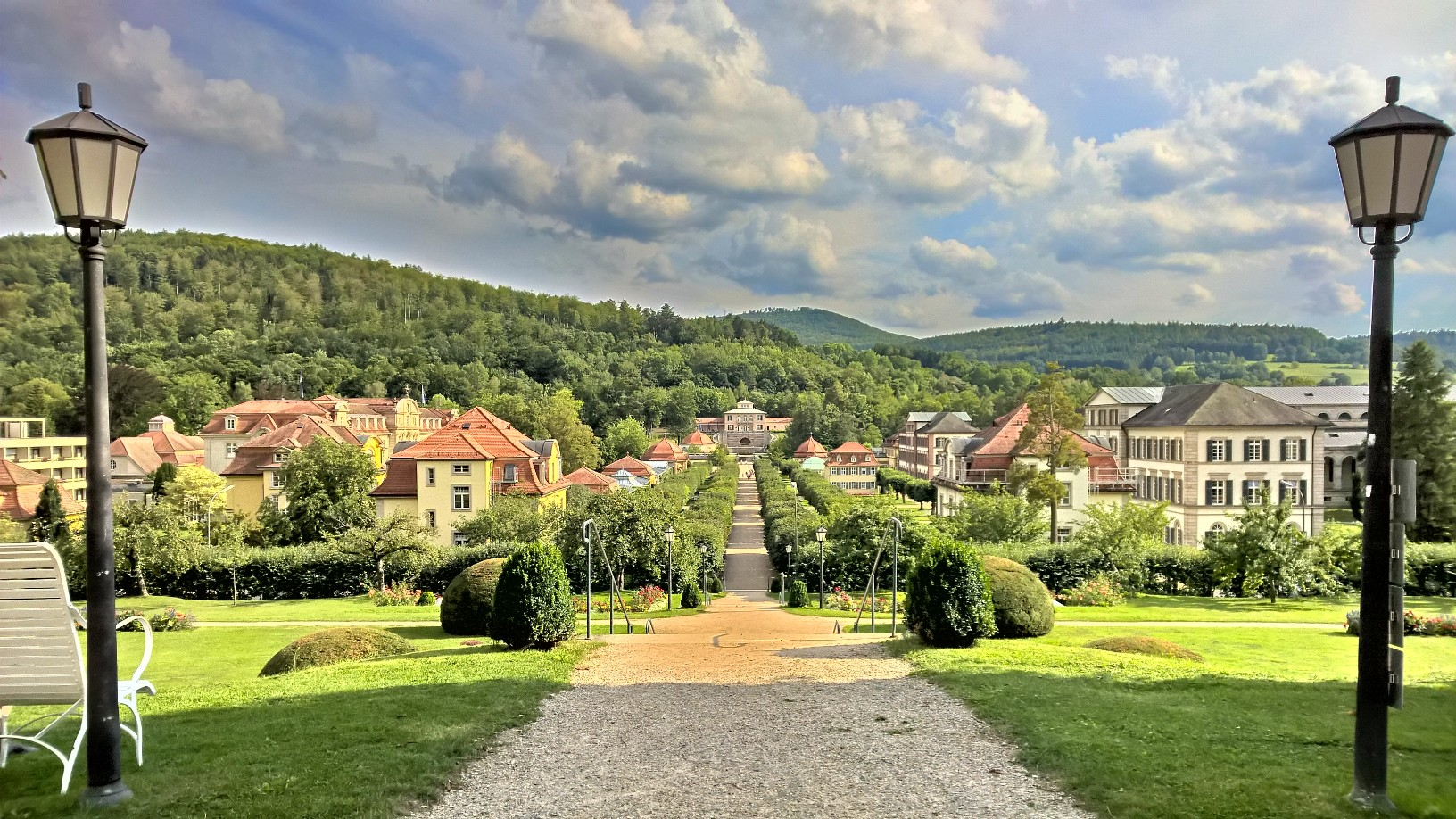
Blick vom Fürstenhof über den Kurpark

Die französischen Revolutionskriege brachten für die Entwicklung des Bades einen regelrechten Absturz. Es musste verpachtet werden, litt unter Truppendurchzügen und Plünderungen – die Besucherzahl ging zurück. 1796 fanden sich gerade 127 Gäste zur Kur ein. 1810 wurde Fulda dem Großherzogtum Frankfurt zugeschlagen, 1816 dem Vertrag von München folgend fiel Brückenau an Bayern, womit die eigentliche Blütezeit begann. König Ludwig I. (1786–1868) entdeckte die Liebe zum Bad und hielt sich in dem Bad zwischen 1818 und 1862 insgesamt 26 Mal auf. Der Sohn König Maximilians I. wurde im Jahr 1825 mit 39 Jahren bayerischer Monarch. In manchem Sommer wurde Bayern vom Brückenauer Fürstenhof aus regiert. Der König machte Brückenau zum Kleinod unter den bayerischen Kurorten.
Hier kam es im Jahr 1847 auch zur Begegnung von Ludwig I. und der Irin Eliza Gilbert alias Lola Montez. Die Tänzerin und Hochstaplerin Lola wohnte in einer Villa unterhalb des Fürstenhofes, im Löwen. Der 62-jährige Ludwig verlor nicht zuletzt wegen Lola Montez (1820–1861) im Jahr 1848 die Krone. Die Affäre erschütterte damals die bayerische Monarchie in ihren Grundfesten und hätte die Wittelsbacher beinahe um den Thron gebracht.

### Eingemeindungen
Im Jahr 1939 wurden die Gemeinden Römershag und Wernarz eingegliedert. Im Zuge der Gebietsreform in Bayern kam am 1. Mai 1978 Volkers hinzu.

### Einwohnerentwicklung
Im Zeitraum von 1988 bis 2018 stieg die Einwohnerzahl von 6118 auf 6449 um 331 Einwohner bzw. um 5,4 %. Im Jahre 1997 hatte die Stadt 7548 Einwohner.

### Christentum

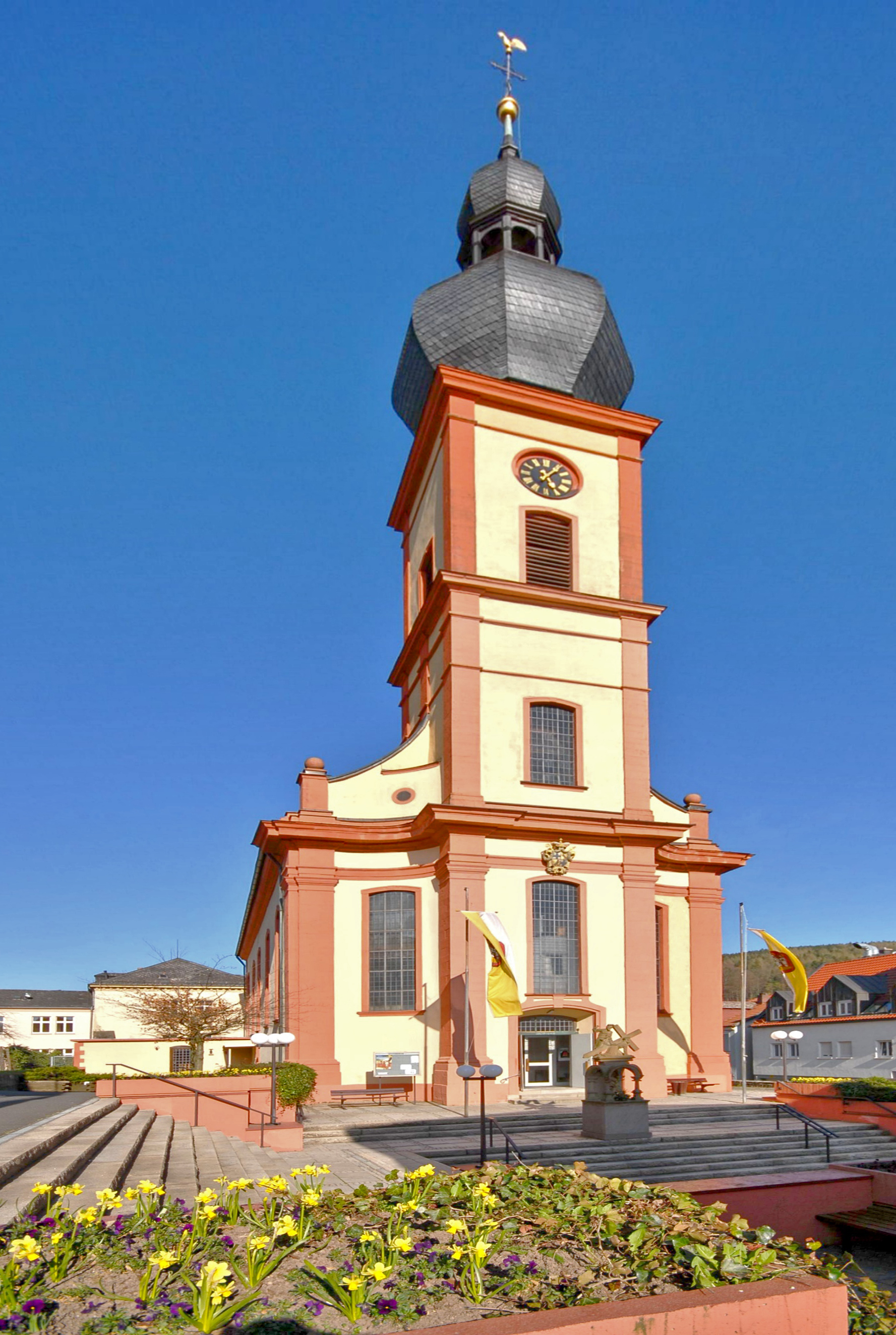
St. Bartholomäus, Bad Brückenau

## Religionen

### Katholisch
Im Jahre 1694 wurde Brückenau zur eigenen Katholischen Pfarrei erhoben und aus der Pfarrei Oberleichtersbach herausgelöst.
Heute besitzt die Stadtpfarrei St. Bartholomäus Bad Brückenau mit der Schlosskirche St. Benedikt eine Filiale im Stadtteil Römershag. Wernarz ist Sitz der Kuratie St. Josef, Bräutigam Mariens mit der Filiale Maria, Heil der Kranken im Staatsbad Brückenau.
Zusammen mit der Kuratie Kreuzerhöhung in Volkers bilden diese Gemeinden seit 2009 die katholische Pfarreiengemeinschaft St. Georg Bad Brückenau, die somit das gesamte Stadtgebiet umfasst. Die Pfarreiengemeinschaft gehört seit 9. Januar 2022 zum Pastoralen Raum Bad Brückenau, der im Dekanat Bad Kissingen, in der Diözese Würzburg ist.

### Evangelisch

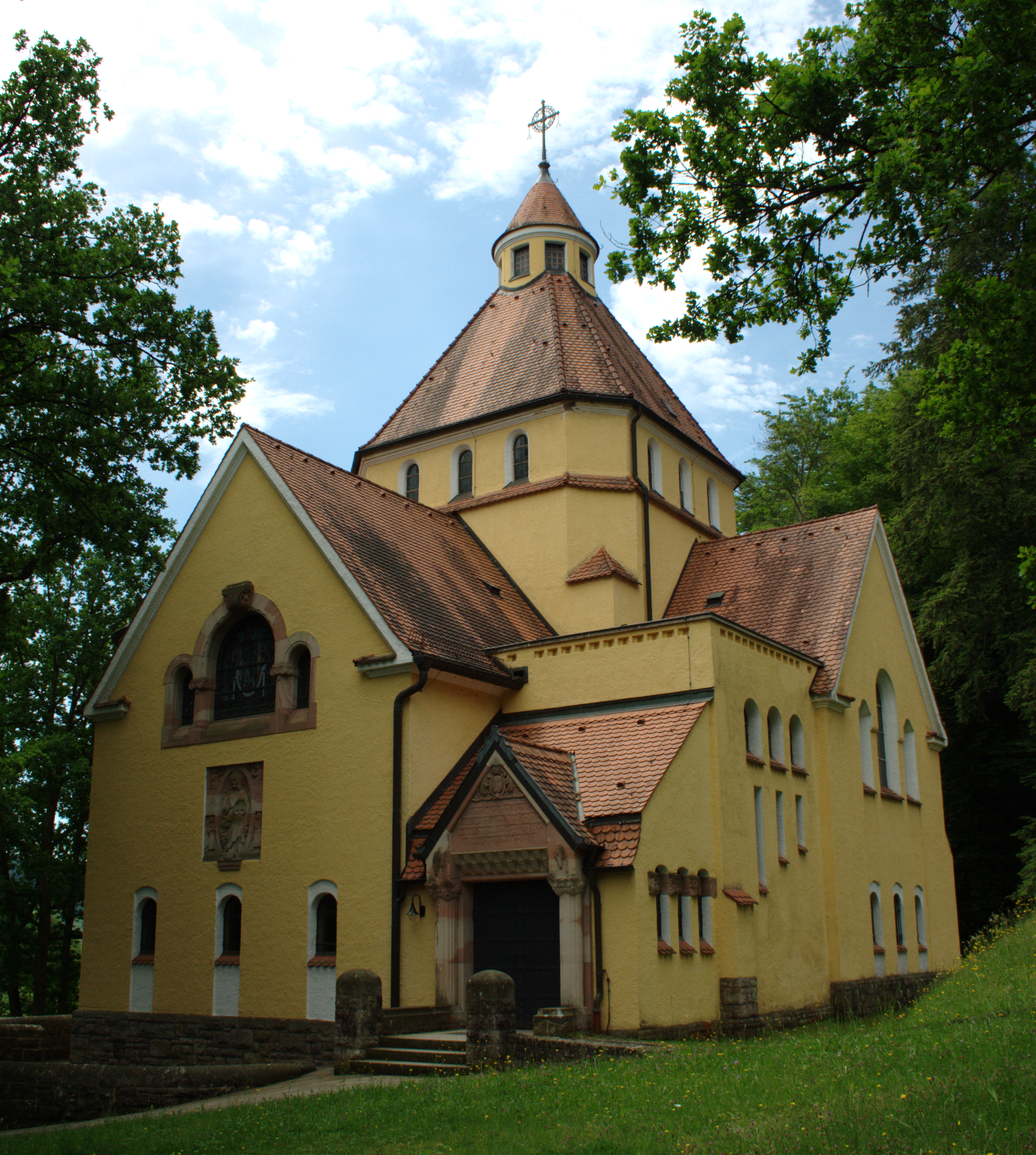
Die Evangelische Christuskirche von 1908 im Staatsbad

Die evangelisch-lutherische Friedenskirche wurde 1957 bis 1959 im Georgi-Kurpark erbaut. Die für Kurgäste 1908 im Staatsbad erbaute Christuskirche war das erste evangelische Gotteshaus in Bad Brückenau.

### Russisch-orthodox
Von 1908 bis 1920 bestand im Hotel „Bellevue“ unter Schirmherrschaft der von Erzpriester Alexej Maltzew geleiteten „Bruderschaft des heiligen Fürsten Wladimir“ eine vom im Fürstenhof wohnenden Baron Andrej Andrejewitsch Budberg eingerichtete russische orthodoxe Hauskapelle der heiligen Maria Magdalena.

### Judentum
Seit dem Mittelalter lebten Juden in Brückenau. Davon zeugt bis heute eine Gasse namens Judengasse, die außerhalb der Stadtmauern lag und das jüdische Viertel der Stadt markierte. Dort richteten die jüdischen Bürger auch eine Synagoge ein. Nachdem das bayerische Judenedikt von 1813 Juden den Erwerb von Grundbesitz und die Teilnahme am politischen Leben gestattete, übernahmen sie als Händler, Bauern und Handwerker eine wichtige Rolle im gesellschaftlichen und wirtschaftlichen Leben der Stadt.
Am 22. August 1913 weihte die israelitische Kultusgemeinde im Beisein zahlreicher Repräsentanten des öffentlichen Lebens ihre neue Synagoge im Alten Schlachthofweg ein. Bürgermeister Reinwald versprach beim Festakt ihren Schutz durch die Stadt. Im Jahre 1923 wurde der jüdische Friedhof errichtet.
Sehr anschaulich werden verschiedene Aspekte des jüdischen Lebens in Brückenau in einer Erzählung (Zwischen zwei Städten) des israelischen Literaturnobelpreisträgers Samuel Josef Agnon beschrieben.
Nach der Machtergreifung der Nationalsozialisten im Januar 1933 und dem Erlass der Nürnberger Gesetze im September 1935 konnten Juden ihren Berufen nicht mehr nachgehen, Geschäftsleute jüdischer Herkunft wurden zu verlustreichen „Arisierungen“ gezwungen.
In der Reichspogromnacht (9./10. November 1938) wurde die Brückenauer Synagoge zwischen Mitternacht und 1 Uhr in Brand gesetzt. Der SA-Sturmführer und NSDAP-Kreisleiter von Brückenau, Hermann Heinritz, legte persönlich das Feuer. Die Synagoge brannte bis in die frühen Morgenstunden des 10. November 1938, das Kuppeldach stürzte ein. Noch bestehende jüdische Geschäfte, Häuser und Wohnungen wurden von SA-Männern barbarisch demoliert. Nachher mussten alle noch in Brückenau wohnenden Juden die Stadt verlassen. Ab 1940 begannen die Deportationen in Konzentrations- und Vernichtungslager.
141 jüdische Frauen und Männer aus Brückenau (Stadt), Geroda, Heiligkreuz, Oberriedenberg, Platz, Schondra, Unterleichtersbach, Unterriedenberg und Zeitlofs (Kreis Brückenau) wurden Opfer des Holocaust.
Seit 1987 erinnert ein großer Gedenkstein auf dem Neuen Friedhof im Hauptort an die einstigen jüdischen Einwohner und an ihr Gotteshaus.

## Politik

### Bürgermeister
Berufsmäßiger Erster Bürgermeister ist seit 14. Mai 2024 Jan-Malte Marberg (SPD). Er wurde am 12. Mai 2024 bei einer Wahlbeteiligung von 49,9 % mit einer Mehrheit von 54,0 % gewählt. Bürgermeisterin war seit 2010 Brigitte Meyerdierks (CSU). Sie harmonierte die Bürgermeisterwahl mit der Stadtratswahl und stellte ihr Amt zum 30. April 2020 zur Verfügung.
Bei der Wahl am 15. März 2020 erhielt keiner der Bewerber die absolute Mehrheit: Jochen Vogel (CSU) bekam 45,89 %, Dirk Stumpe (PWG) 29,16 % und Jan Marberg (SPD) 24,95 %.
Bei der Stichwahl am 29. März 2020 wurde Jochen Vogel (CSU) mit 57,28 % der Stimmen zum neuen Ersten Bürgermeister gewählt. Auf Dirk Stumpe (PWG) entfielen 42,72 %.

### Stadtrat
Der Stadtrat zählt 20 Mitglieder. Nach der Kommunalwahl am 15. März 2020 ergab sich folgende Sitzverteilung:
| CSU:    | 7 Sitze |
| PWG:    | 7 Sitze |
| FDP/FB: | 1 Sitz  |
| SPD:    | 3 Sitze |
| Grüne:  | 2 Sitze |

### Wappen
- Kleines Wappen

Roter Schrägbalken auf goldenem Grund
- Großes Stadtwappen

Geviert mit Herzschild, im Zentrum das kleine Stadtwappen, in Feld 1 und 4 das fuldische Kreuz, in Feld 2 und 3 Brustbild der Hildegard vor rot-blauem Grund
- Wappengeschichte

In Siegelabdrucken aus dem Jahr 1399 ist als Wappen das fuldische Kreuz im Schild überliefert. Dies ist ein Hinweis auf die Herrschaft der Abtei Fulda über Brückenau. Von 1525 ist ein Siegel mit einem völlig anderen Wappen bekannt. Im Abdruck stehen über einer Zinnenmauer mit offenem Tor zwei Türme, zwischen denen ein mit Rosen bestecktes Herz schwebt. 1818 wird das Wappen des Fürstabts Bernhard Gustav von Baden-Durlach als Stadtwappen angesehen (siehe kleines Wappen oben). Dieses Wappen enthielt jedoch nicht die Brustbilder der Hildegard, die erst später hinzugefügt wurden. Da bei der Wappenrevision 1819 das fuldische Kreuz entfiel und das kemptische Wappen (geteilt von Rot und Blau) in Brückenau nicht zugeordnet werden konnte, blieb nur das Herzschild erhalten und wurde zum Stadtwappen gemacht. Das blau und rote kemptische Wappen ist das Wappen der Fürstabtei Kempten, in der Bernhard Gustav Markgraf von Baden-Durlach ab 1672 auch Fürstabt war. Bad Brückenau hat heute zwei Wappen. Das offizielle badische Wappen (in Gold ein roter Schrägbalken), das auch im amtlichen Siegel verwendet und von der Bevölkerung bisweilen das „Kleine Wappen“ genannt wird sowie das „Große Stadtwappen“, welches das persönliche Wappen des Fürstabts Bernhard Gustav von Baden-Durlach ist, mit Hinzufügung der Brustbilder der Hildegard, der Gründerin des Klosters in Kempten.

### Städtepartnerschaften
Es bestehen Städtepartnerschaften mit:
- Ancenis im Département Loire-Atlantique, Frankreich (seit 1980)
- Kirkham, Verwaltungsbezirk Fylde in Lancashire, England (seit 1995)

Ancenis und Kirkheim sind seit 1973 ebenfalls untereinander verbunden.
Zur Pflege der Verbindungen wurde 2012 der Förderkreis Europäische Städtepartnerschaften Bad Brückenau e. V. ins Leben gerufen.

## Kultur, Freizeit und Sehenswürdigkeiten

### Museen
- Deutsches Fahrradmuseum
- Heimatstuben im Alten Rathaus[16][17]

### Musik
Das Staatsbad Brückenau ist Sitz des Bayerischen Kammerorchesters Bad Brückenau.

### Bauwerke

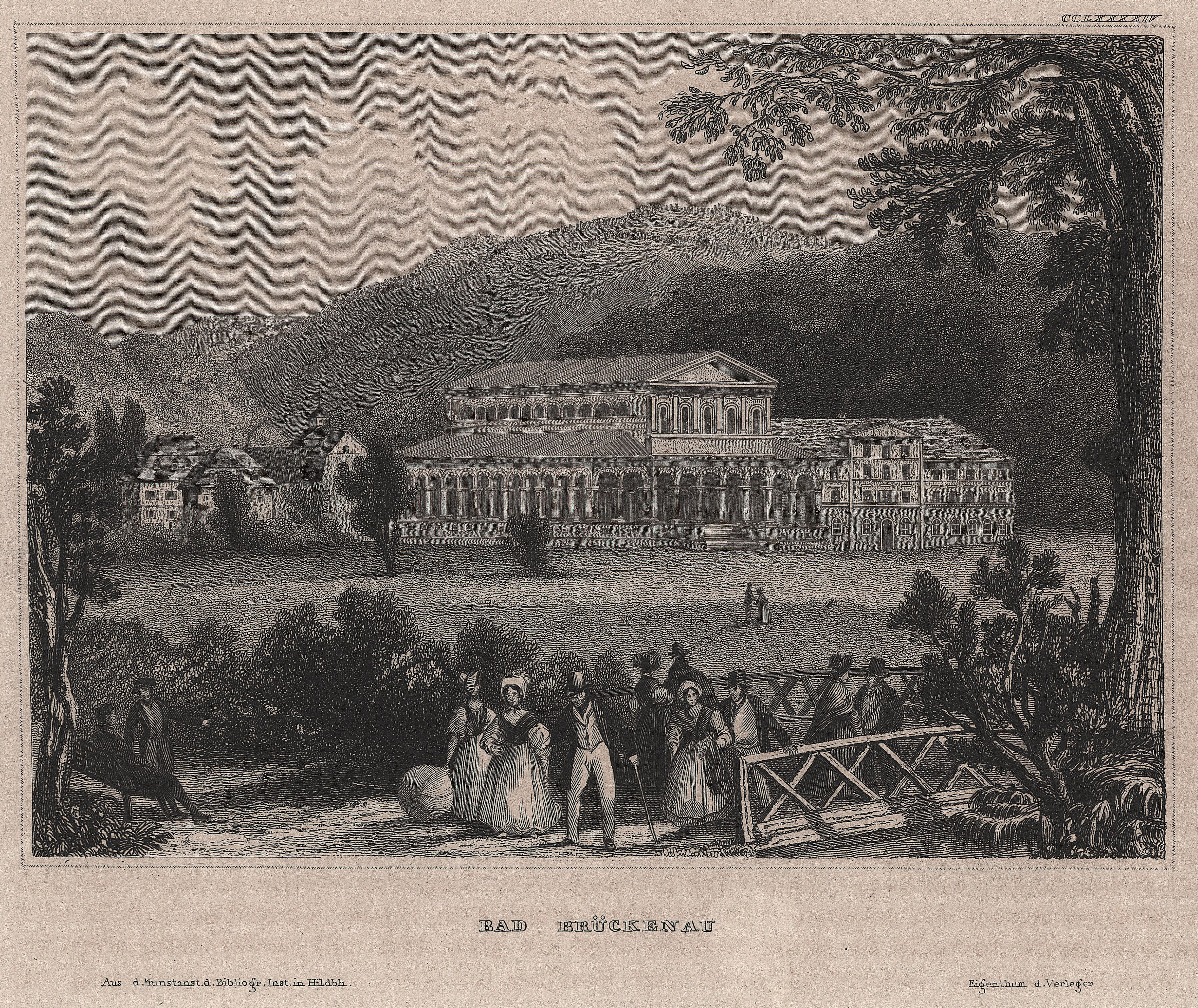
Das Kursaalgebäude um 1840

- Kursaalgebäude im Staatsbad Brückenau

Der klassizistische Saalbau mit Arkadenumgang wurde im Auftrag von König Ludwig I. nach Plänen von Johann Gottfried Gutensohn (1792–1851) errichtet. Die Grundsteinlegung fand am Geburtstag des Königs am 25. August 1827 im Rahmen einer glanzvollen Feier mit Fackelzug und 700 geladenen Gästen statt. Im Juli 1833 wurde das Gebäude in Anwesenheit des Hofes eingeweiht. Sowohl der König Ludwig I.-Saal als auch der Lola Montez-Saal und die Königsloge sind mit Deckenmalereien im Stil der italienischen Renaissance versehen, ausgeführt von den Münchner Malern Ludwig Höger und Jakob Hochbrand. Heute finden hier Tanzveranstaltungen und Galas, Bälle, Konzerte, Theateraufführungen, sowie Vorträge statt.
- Elisabethenhof im Staatsbad Brückenau

Das 1894 im klassizistischen Stil errichtete Gebäude ist nach der Kaiserin Elisabeth von Österreich („Sissi“) benannt, die 1898 vier Wochen hier wohnte. Der Bau wurde als Pendant zum heutigen Badhotel in gleicher Bauart errichtet und diente ursprünglich als Logierhaus mit 48 Zimmern. Der Badearzt Felix Schlagintweit hatte hier seine urologische Praxis eingerichtet und führte um die Jahrhundertwende bereits erfolgreich Nieren- und Blasenoperationen durch, assistiert von einem Arzt namens Pettenkofer aus München. In dem Gebäude befinden sich heute die Büroräume der Staatlichen Kurverwaltung mit Gäste-Information, Gäste-Lounge, aber auch Badearztpraxen und Ergo- sowie Physiotherapie.
- Schlosshotel Fürstenhof im Staatsbad Brückenau

Im Auftrag des Fürstbischofs Heinrich von Bibra wurde der Fürstenhof 1775 errichtet. König Ludwig I. von Bayern weilte 26 Mal im Fürstenhof. Dabei führte er von Bad Brückenau aus seine Regierungsgeschäfte. 1823 ließ Ludwig I., damals noch Kronprinz, den linken Flügel nach Plänen von Johann Gottfried Gutensohn (1792–1851) anbauen. Dieser wurde 1979 abgerissen und originalgetreu wieder aufgebaut und der Fürstenhof von Grund auf saniert. Heute gehört das Schlosshotel Fürstenhof als Dependance zum Dorint Resort & Spa.
- Parkhotel im Staatsbad Brückenau

Das Gebäude wurde 1899–1901 nach den Plänen des Münchner Architekten Max Littmann (1862–1931) im Jugendstil errichtet. In den letzten Jahren wurde es mehrfach saniert und zu einem Hotel umgebaut. 2002 wurde das Vital Spa als exklusiver Wellnessbereich mit Physiotherapie und weiteren zahlreichen Angeboten angebaut.
- Bellevue im Staatsbad Brückenau

Das Bellevue ist 1819 als erster Bau in der Ludwigszeit entstanden. Am südlichen Anstieg der Talsenke gegenüber dem heutigen Fürstenhof wurde es auf gleicher Höhe als Abschluss der Gesamtanlage gebaut. Es ist ein klassizistisches Gebäude im toskanischen Stil nach Plänen von Baurat Bernhard Morell. Eingerichtet wurde das Bellevue als Gästehaus von Ludwig I., der damals noch Kronprinz war. Der Keller diente zur Lagerung von Lebensmitteln für die Badegäste.
- Badhotel im Staatsbad Brückenau

Es wurde im Auftrag von König Ludwig I. im Jahr 1823 nach den Plänen des Architekten Leo von Klenze (1784–1864) als Badbau errichtet. Das an das Badhotel angegliederte so genannte „Alte Badehaus“ ist 1901 nach den Plänen des Münchner Hofbaurates Eugen Drollinger entstanden.
- Remise im Staatsbad Brückenau

Der lang gestreckte Bau wurde 1827 als Remisen- und Stallgebäude errichtet. König Ludwig I. schaltete sich in die Planung des Gebäudes ein, verwarf Pläne der Staatlichen Verwaltung der königlichen Schlösser und Gärten und beauftragte den Oberbaurat Johann Nepomuk Pertsch (1780–1835) mit der Planung. Das Schema der unter Denkmalschutz stehenden Anlage geht auf geschlossene barocke Konzeptionen von Vierflügelhöfen zurück und weist Anklänge der Revolutionsarchitektur auf. Im Jahre 2008 wurde das Remisengebäude generalsaniert. Es beherbergt heute die Staatliche Kurgärtnerei mit Betriebshof.
- Wernarzer Quellentempel im Staatsbad Brückenau

Die Wernarzer Quelle wurde im Jahr 1749 von Österreicher, dem Stadtphysikus von Hammelburg, aus einem Felsen erbohrt und 1767 mit dem Kostenaufwand von 476 Gulden sachgerecht gefasst. Der heutige Quellentempel wurde 1911 im Rahmen der Erweiterung der früheren Wandelhalle von Hofbaurat Eugen Drollinger erbaut, da das alte Gebäude von 1828 baufällig war. Der Brunnenbau ist achteckig angelegt, acht Säulenpaare tragen die Kuppel mit Glockendach. Malereien in der Kuppel, Fensterverglasungen und der Schmuck an der Außenfassade zeigen Jugendstilelemente. Heute ist der Quellentempel in die Wandelhalle integriert.
- Christuskirche im Staatsbad Brückenau, erbaut nach dem Vorbild der Grabeskirche in Jerusalem, nach Plänen von Eugen Drollinger
- Marienkirche im Staatsbad Brückenau im Stil des bayerischen Barock, ebenfalls von Eugen Drollinger
- Stadtpfarrkirche St. Bartholomäus, errichtet nach Plänen des Baumeisters Johann Georg Link, eingeweiht 1783
- Altes Rathaus mit Heimatmuseum, Stadtbibliothek und Standesamt
- Altstadtensemble mit historischen Gasthäusern aus dem 16. Jahrhundert
- Kloster Volkersberg (Stadtteil Volkers)
- Grenzwaldbrücke und Sinntalbrücke

### Parks
- Schlosspark im Staatsbad Brückenau

1747 entwarf der italienische Hofarchitekt der Fürstäbte von Fulda, Andrea Gallasini, eine streng symmetrisch angeordnete Gartenanlage, deren Hauptmerkmal die Mittelachse war, die sich bis heute quer durch das Staatsbad erstreckt.
Im Wandel der Zeit sind Ergänzungen an dem Gebäude-Ensemble erfolgt, insbesondere von König Ludwig I. Damit waren auch Vergrößerungen der Gartenanlage verbunden. Die barocke Gartenanlage wurde teilweise in einen englischen Garten umgewandelt. Trotz vieler wechselnder Gartentrends blieb die Struktur bis heute erhalten und ist bestimmend für die Parkanlage. Im Kontrast zur urwüchsigen Natur der umliegenden Wiesen und Wälder gibt sie dem Ensemble einen besonderen Reiz.
Die Anpflanzungen heute basieren auf deren früherer Struktur, an der sich auch Neuanlagen und die Pflege orientieren. Die Kastanien der Allee werden nach historischem Vorbild streng kastenförmig geschnitten. Auch der Laubengang aus Linden unterhalb des Fürstenhofs entspricht den historischen Vorgaben. Im Park sind alte und seltene Bäume, darunter die König-Ludwig-Eiche, eine „tausendjährige Eiche“ in der Nähe des Kräutergartens mit sieben Metern Umfang, sowie der Ginkgo-Baum, die Gurkenmagnolie und die „eichenblättrige Hainbuche“, eine Mutation, zu bewundern. Mit dem 1992 erstellten Baumkataster sind rund 60 Baumarten aufgelistet.
- Georgi Kurpark
- Siebenerpark
- Sinntal (Landschaftspark)

### Wellnessanlagen
- Therme Sinnflut mit Saunalandschaft (seit 1. Oktober 2023 bis auf Weiteres geschlossen)[18]
- Vital Spa & Garden im Dorint Hotel[19]
- Regena Gesundheits-Resort & Spa[20]

### Regelmäßige Veranstaltungen
- Open Air im Schlosspark Staatsbad Brückenau
- Historisches Parkfest im Schlosspark Staatsbad Brückenau
- Kurkonzerte in der Wandelhalle Staatsbad Brückenau
- König Ludwig lädt zum Tanz im Kursaalgebäude Staatsbad Brückenau
- Mantelsonntag in der Stadt Bad Brückenau
- Stadtfest in der Stadt Bad Brückenau
- Hochschulpodium – Konzerte des Bayerischen Kammerorchesters Bad Brückenau
- Jahreszeiten–Konzerte des Bayerischen Kammerorchesters Bad Brückenau
- Verleihung des Valentin-Becker-Preises für Komposition (Musikpreis)
- Feierabend-Konzerte am Marktplatz und in der Altstadt (freitags in den Sommermonaten)[21]
- Regionalmarkt am Marktplatz (jeden 4. Samstag im Monat)

### Sport
- Hans-Pfister-Stadion
- Während der Fußball-Weltmeisterschaft 2006 in Deutschland war Bad Brückenau Gastgeber der Nationalmannschaft von Kroatien
- Der 1. FC Bad Brückenau hat eine Vielzahl von Herren-, Damen- und Jugendmannschaften in den Abteilungen Fußball, Handball.
- Weitere Sportarten wie Turnen, Volleyball, Basketball, Badminton, Leichtathletik, Laufen, Gymnastik, Judo, Ju-Jutsu, Tanzen und Wandern werden beim TV 1884 Bad Brückenau angeboten.
- Mit dem Dreggichen 1000er findet jeden Herbst ein Trailrun statt, bei dem die Teilnehmer 921 Meter mit 140 Höhenmetern und einer Steigung von bis zu 22 Prozent bewältigen müssen.
- Am 03.10. findet jährlich ein Charitylauf, der Pinklauf, zugunsten des Brustkrebs Deutschland e. V. statt.

## Heilquellen in Bad Brückenau
Dieses Heilwasser zeichnet sich durch seine mineralische Ausgewogenheit, durch nicht messbare Mengen an Nitrat und Nitrit sowie durch den im Vergleich zu Natrium höheren Kaliumgehalt aus. Die Stahlquelle, erstmals 1747 erfasst und 1965 auf 300 Meter Tiefe gebohrt, hat eine sehr große Schüttung. Das feinperlige, kohlensäurehaltige Wasser hat einen hohen und sehr gut resorbierbaren Gehalt an Eisen, Calcium und Magnesium. Bei Bädern entfaltet es eine mechanische, thermische und chemische Wirkung. Anwendungen: Blutarmut, Herz- und Kreislaufleiden, Durchblutungsstörungen, vegetative Störungen.

### König-Ludwig-I.-Quelle
Stahlquelle, erstmals 1747 gefasst, 1965 Bohrung auf 300 Meter Tiefe. Sehr große Schüttung. Das Wasser wird von der Staatl. Mineralbrunnen AG als Bad Brückenauer Mineralwasser abgefüllt.

### Wernarzer Quelle
Anerkannte Heilquelle. Erstmals 1747 gefasst, 60 Meter tief, Temperatur 10 °C. Ein fast kochsalz- und natriumfreier Säuerling mit Kohlensäure, sehr arm an freien mineralischen Bestandteilen. Aufgrund des Wassers der Wernarzer Quelle, welches von der Staatl. Mineralbrunnen AG abgefüllt wird, genießt Bad Brückenau den Ruf als Nierenheilbad Nr. 1 in Deutschland.

### Sinnberger Quelle
Anerkannte Heilquelle. Erstmals 1749 gefasst, 50 Meter tief. Ein der Wernarzer Quelle sehr ähnlicher Säuerling mit reichlich Kohlensäure, erhöhter Mineralisation und geringem Natriumgehalt. Das Wasser wird als Staatlich Bad Brückenauer Heilwasser von der Staatl. Mineralbrunnen AG abgefüllt.

### Lola-Montez-Quelle
Das Heilwasser aus dieser Quelle enthält viele Mineralien und Spurenelemente. Sie soll das Hautbild sowie positive Zahn-, Haar- und Nageleigenschaften unterstützen. Anwendungen: Störungen des Harnsäure-Stoffwechsels (z. B. Gicht), unterstützende Behandlung bei Diabetes, Magen-, Darm-, Leber- und Gallenerkrankungen, vorbeugend arterieller Verschlusskrankheiten und eingeschränkter Funktionsfähigkeit, ableitende Harnwege und Erkrankungen der Nieren und Blase.

### Bad Brückenauer Vitalquelle
Das Quellwasser hat einen hohen Kohlensäuregehalt und enthält eine Vielzahl von Spurenelementen, der Geschmack ist säuerlich und mineralisch. Anwendungen: Erhöhter Harnsäurespiegel im Blut, unterstützende Behandlung bei Magen-, Darm-, Leber- und Gallenerkrankungen, Diabetes, bei Durchblutungsstörung auch vorbeugend arterieller Verschlusskrankheiten und eingeschränkter Funktionsfähigkeit, ableitende Harnwege und Erkrankungen der Nieren und Blase.

### Siebener Sprudel
Tiefe 316 Meter, Temperatur 18 Grad, Schüttung zirka 300 Liter pro Minute. Das Wasser weist einen hohen Gehalt an Calcium, Magnesium, Sulfat und Hydrogencarbonat auf. Wegen ihres früher höheren Schwefelgehaltes wird die Quelle auch Schwefelquelle genannt. Erbohrt 1906 von sieben Bürgern der Stadt und gelegen im Siebener Park.

### Georgi-Quelle
Bohrung 1906, Neubohrung 1969, 554 Meter tief, Temperatur 18 °C. Ein erdiger, weil calcium- und magnesiumhaltiger, Säuerling mit starker Mineralisation, Eisen und reichlich Kohlensäure.

## Wirtschaft und Infrastruktur

### Verkehr
Der Hauptort liegt an der A 7 an der bayerischen Rhön und besitzt zwei eigene Abfahrten:
- Bad Brückenau/Wildflecken (B 286)
- Bad Brückenau/Volkers (B 286)

Nächster Bahnanschluss: Jossa (Sinntal) an der Strecke Flieden–Gemünden, aber es besteht auch eine Buslinie zum Bahnhof Fulda.
Bis 2015 existierte eine Schienenverbindung direkt nach Bad Brückenau mit der Bahnstrecke Jossa–Wildflecken. Auf dieser Trasse verläuft heute der Rhönexpress Bahn-Radweg
Nächster Flugplatz: Segelfluggelände Bad Brückenau-Oberleichtersbach
Durch Bad Brückenau führt der Fränkische Marienweg.

### Kliniken
- Hartwaldklinik der Deutschen Rentenversicherung Bund, Rehabilitationsklinik, Staatsbad Brückenau
- Sinntalklinik der Deutschen Rentenversicherung Nordbayern, Rehabilitationsklinik, Staatsbad Brückenau
- Regena Gesundheitsresort, Klinik für innere Medizin und Naturheilverfahren, Staatsbad Brückenau
- Malteser Klinik von Weckbecker, Fachklinik für Naturheilverfahren und Heilfasten, Stadt Bad Brückenau
- My Way Betty Ford Klinik, Staatsbad Brückenau
- Franz-von-Prümmer-Klinik, Akut- und Rheumaklinik, Stadt Bad Brückenau
- Limes Schlossklinik Fürstenhof, private Akutklinik, Stadt Bad Brückenau

### Medien
- Brückenauer Anzeiger (seit 1879; heute Lokalausgabe der Saale-Zeitung)
- Main-Post (Regionalteil)

### Rundfunksender

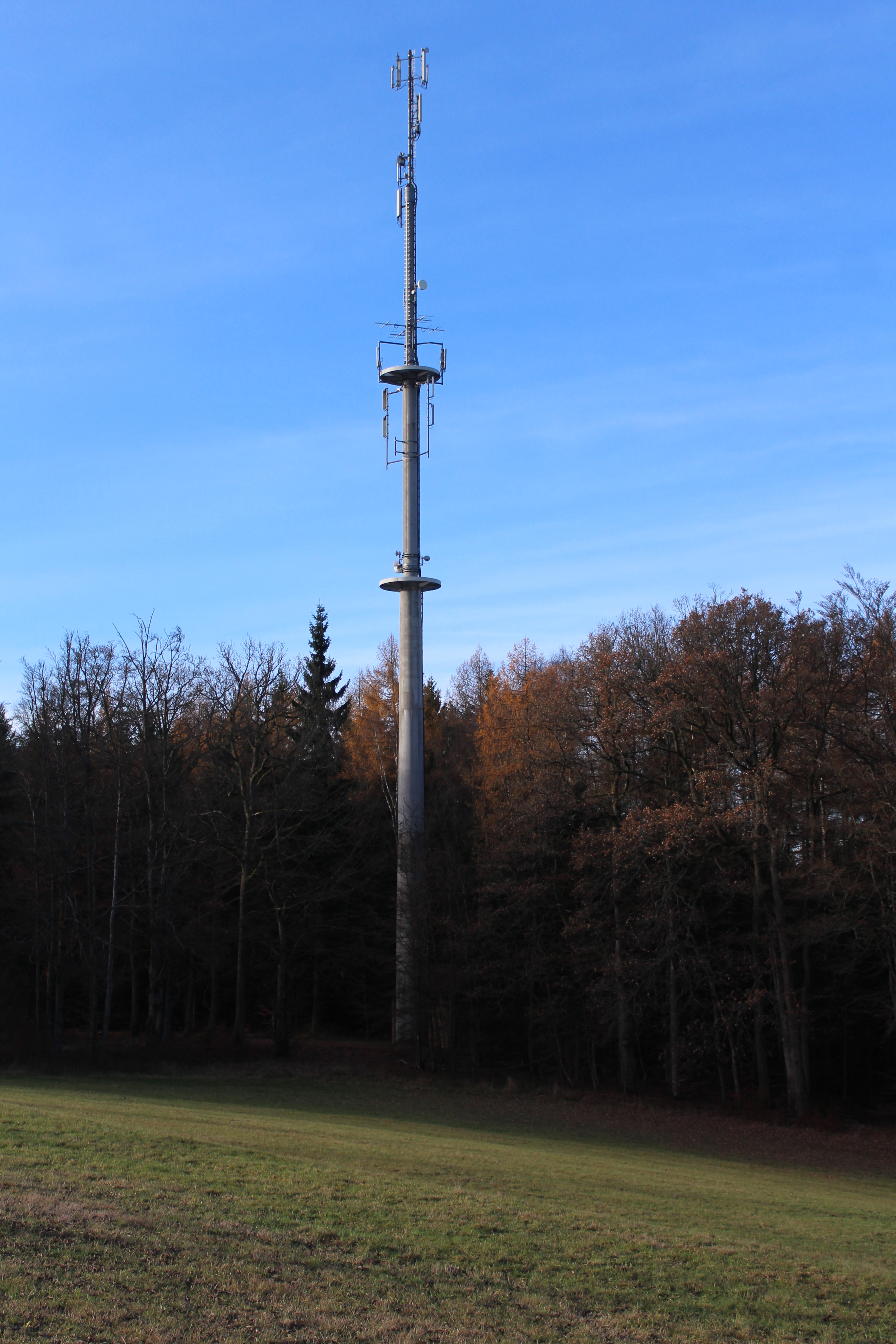
Sendeturm Bad Brückenau

Südlich von Bad Brückenau befindet sich ein Sendeturm, über den das Programm von Radio Primaton auf 94 MHz mit 100 W ERP ausgestrahlt wird.

### Bildung
- Grundschule
- Schul- und Sportzentrum mit Mittelschule, Realschule und Gymnasium (Franz-Miltenberger-Gymnasium)

## Personen

### Söhne und Töchter der Stadt
- Peter II. Scherenberger († 1658), Abt von Kloster Ebrach
- Melchior Adam Weikard (1742–1803), Arzt und Philosoph
- Georg Ignaz Weikard (1747–1824), deutscher Amtsvogt, Erbauer des denkmalgeschützten Weikardshof und erster Brunnenbohrer
- Joseph Bonaventura Comitti (1808–1864), Posthalt, Bürgermeister und Mitglied des kurhessischen Landtags
- August Kömpel (1831–1891), Violinvirtuose und Orchesterleiter an der Hofkapelle Weimar
- Ernst Putz (1896–1933), Reichstagsabgeordneter
- Eduard Lenz (1901–1945), Priester der Christengemeinschaft und Schriftsteller
- David Schuster (1910–1999), Kaufmann, Senator im bayerischen Senat und Vorsitzender der Israelitischen Kultusgemeinde Würzburg und Unterfranken
- Johann Altfuldisch, auch Hans Altfuldisch (1911–1947, hingerichtet), SS-Obersturmführer und zeitweise stellvertretender Leiter eines zentralen Teils des KZ Mauthausen
- Christof Wolff (* 1941), Politiker (CDU), Oberbürgermeister von Landau in der Pfalz
- Richard Bulheller (* 1942), Brigadegeneral des Heeres der Bundeswehr
- Gerda Müller (* 1944), Vizepräsidentin des Bundesgerichtshofs
- Michael Schramm (* 1960), Hochschullehrer (Theologie, Wirtschaftsethik)
- Götz Widmann (* 1965), deutscher Liedermacher
- Anna Lipphardt (* 1970), Kulturanthropologin
- Daniel Scholz (* 1991), Jazzmusiker

### Persönlichkeiten, die vor Ort gewirkt haben
- Balthasar Nuss (ca. 1544–1618), Fuldaer Inquisitor
- Friedrich von Gärtner (1791–1847), Architekt
- Johann Gottfried Gutensohn (1792–1851), bayerischer Architekt
- Valentin Eduard Becker (1814–1890), deutscher Komponist
- Friedrich Julius Stahl (1802–1861), Politiker und Rechtsphilosoph
- Bernhard Hell (1877–1955), Pädagoge und Schulgründer
- Bernhard Uffrecht (1885–1959), Reformpädagoge und Schulgründer
- Hedda Korsch (1890–1982), Pädagogin
- Max Bondy (1892–1951), Reformpädagoge und Schulgründer
- Walter Gerhäuser (1900–1993), Ingenieur und Präsident des Deutschen und Europäischen Naturstein-Fachverbandes
- Dieter Widmann (1942), Pädagoge und Fußballtrainer
- Dieter Michael Feineis (1945–2021), römisch-katholischer Geistlicher und Kirchenhistoriker, 1970 bis 1976 Kaplan in Amorbach und Bad Brückenau

## Filme
- Tourismusmagazin Rhön im März 2019 – Bad Brückenau. Videoreportage, 13:38 Min., TV Mainfranken, ausgestrahlt am 4. März 2019 (Online).